# 高木美保 close to you
高木美保 close to you（たかぎみほ クロース トゥー ユー）は、文化放送で土曜7:30 - 10:00まで放送されていたワイド番組である。放送期間は2008年4月5日〜2011年10月1日まで。

## パーソナリティ
- 高木美保
- 石森則和（文化放送 報道スポーツ制作部記者、2010年10月2日〜）

### 過去の出演者
- 鈴木敏夫（文化放送 報道スポーツ制作部デスク、2008年4月5日 - 2010年9月25日）

## アシスタント
- 野中直子（文化放送アナウンサー（当時）2008年4月5日 - 2011年3月26日）
- 古沢真紀（フリーアナウンサー　2011年4月2日 - 10月1日）

※番組内の文化放送ニュース、天気予報も担当している。

## タイムテーブル
- 7:30：オープニング
- 7:37：天気予報
- 7:40：ウィークエンド・マップ
- 7:52：エ・モ・メ（FAXと、メールの紹介）
- 8:00：ニュース・天気予報・交通情報
- 8:05：今週のヒト・チャット
- 8:25：エ・モ・メ
- 8:30：天気予報・交通情報
- 8:35：今週のスペシャリスト
- 8:45：エ・モ・メ
- 9:05：今週のクローズアップ・パーソン
- 9:30：天気予報・交通情報
- 9:35：DHC Presents 神保美喜のTea Lounge（DHC）
- 9:50：エンディング